# Mokré zvlákňování

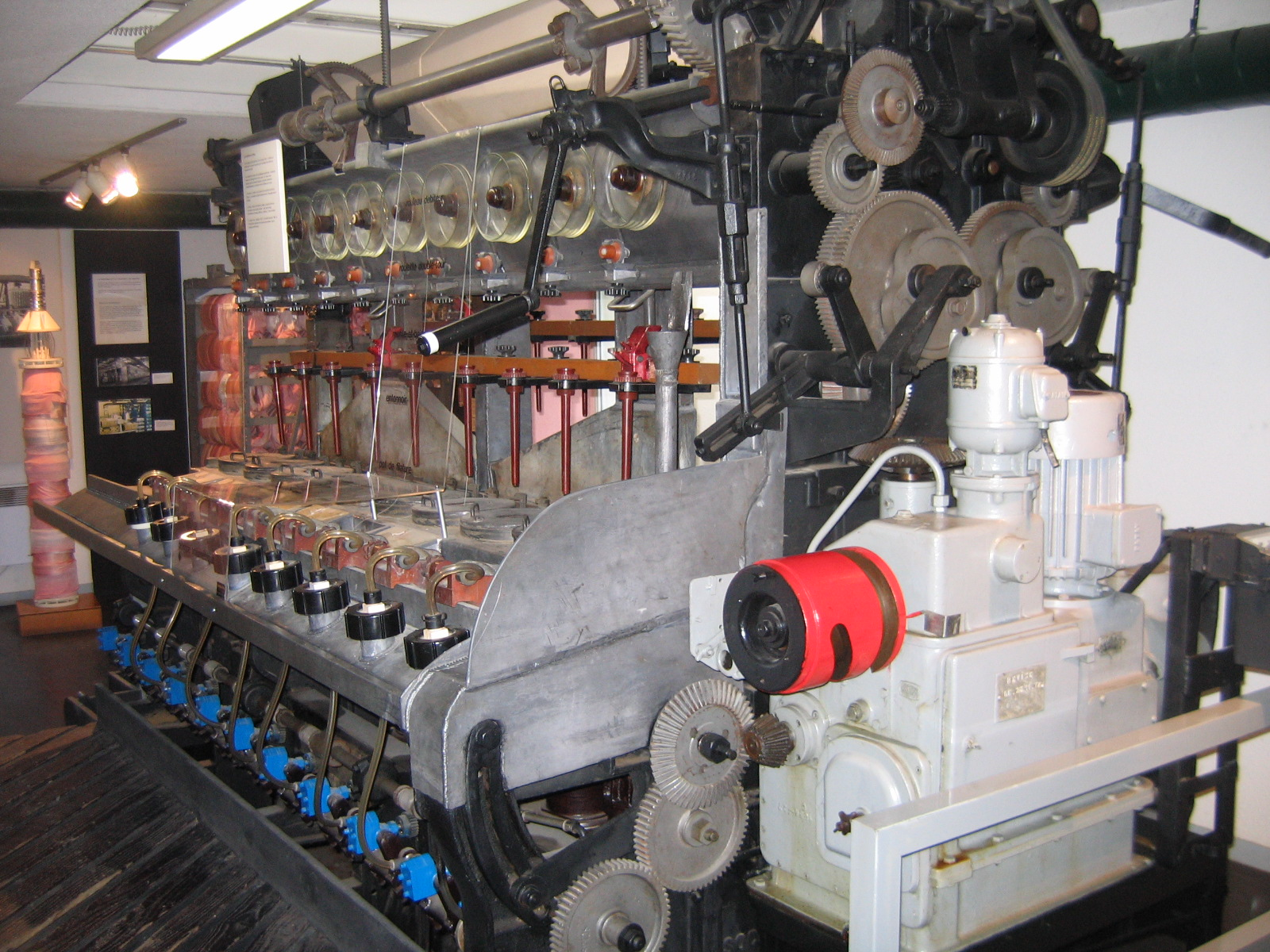
Muzeální stroj na mokré zvlákňování viskózy

Mokré zvlákňování (angl.: wet spinning, něm.: Nassspinnverfahren) je
způsob výroby chemických vláken z roztoku, který se protlačuje tryskami přímo (za mokra) do srážecí lázně.
Proces zvlákňování sestává z
rozpouštění vlákniny – filtrace roztoku – protlačení tryskou a koagulace – odpaření rozpouštědla – dloužení – fixace
Vlákno má pórovitou strukturu, (poměrně nízká) rychlost zvlákňování dosahuje maximálně 200 m/min, zvlákňovací trysky mohou mít velké množství otvorů (průměr cca 50 µm) pro jednotlivé filamenty.
Technologií mokrého zvlákňování se vyrábějí zejména viskózová, acetátová, měďnatá, aramidová, alginátová vlákna a asi 80 % polyakrylových vláken.
Mokré dopřádání (v angličtině je to stejně jako mokré zvlákňování: wet spinning), je způsob zpracování lýkových vláken na dopřádacích strojích. Elementární vlákna jsou slepena pektinem a ligninem. Proplachováním (70°C horkou vodou) před průtahovým ústrojím se vlákna uvolní, aby se mohla vzájemně posouvat, průtahové ústrojí pracuje se silným přítlakem horních válečků. Příze se zakrucuje a navíjí na potáč při  prstencovém dopřádání nebo na cívku s pomocí křídla, ve vlhkém stavu (až 80 %) přesoukává na křížové cívky. V sušárně se pak vlhkost hotové příze sníží na obvyklých 8 až 12 %. Výhoda mokrého dopřádání oproti suchému je v možné výrobě jemnějších a stejnoměrnějších přízí. 